# Preventive Contact System
Preventive Contact System (engl., PCS) ist eine vom österreichischen Maschinenbauer Felder Group entwickelte, kontaktlos auslösende und beschädigungsfreie Sicherheitseinrichtung für Formatkreissägen. Das System erkennt dabei menschliches Gewebe in der Gefahrenzone des Kreissägeblattes und versenkt das Sägeblatt in wenigen Millisekunden unter den Maschinentisch ohne dabei Sägeblatt oder Maschine zu beschädigen. 
Das PCS wurde 2019 auf der Holzbearbeitungsmesse LIGNA vorgestellt und die Funktionsweise im realen Betrieb demonstriert. PCS ist seit dem zweiten Quartal 2020 exklusiv mit der Format4-Formatkreissäge kappa 550 der Felder Group erhältlich. Schritt für Schritt ist eine Ausweitung auf weitere, kleinere Baureihen geplant.

## Hintergrund
Die Arbeit an der Kreissäge ist in der Tischlerei mit großem Abstand die häufigste Ursache für Handverletzungen. Jedes Jahr erleiden zigtausende Holzbearbeiter weltweit Schnittverletzungen, alleine in Deutschland werden jedes Jahr 4.300 Arbeitsunfälle mit gewerblich genutzten Tischkreissägen gemeldet. Im privaten Bereich dürfte es die dreifache Anzahl Unfälle sein.

## Entwicklung
Die Forschungs- und Entwicklungsabteilung der Felder Group beschäftigte sich bereits 2015 mit der Entwicklung einer völlig neuartigen Sicherheitstechnik. Daraus wurde bald ein Kooperationsprojekt mit der TU Wien, welches über das EU-Programm IWB/EFRE gefördert wurde.
Das PCS-System wurde von der Felder Group weltweit patentiert.

## Technik und Funktionsweise
PCS verwendet das Sägeblatt als Sensor und funktioniert mit jedem herkömmlichen Sägeblatt, unabhängig von der Zahnform und der Zähnezahl. Dabei werden elektrisch die kapazitiven Veränderungen im Umfeld des Sägeblattes gemessen. Menschliches Gewebe hat andere kapazitive Eigenschaften als Holz oder ähnliche Werkstoffe, daher ändert eine Hand in der Nähe des Sägeblattes das kapazitive Signal. PCS wertet diese Signalveränderung in einem sicheren Abstand zum Sägeblatt aus.
Je nach Annäherungsgeschwindigkeit der Hand zum Sägeblatt erfolgt die Auslösung früher oder später. Somit wird immer sichergestellt, dass die Auslösung erfolgt, bevor es zu schweren Schnittverletzungen kommt.
In der Aktorik war der Anspruch, extrem kurze Reaktionszeiten zu ermöglichen und gleichzeitig zu gewährleisten, dass das System zerstörungsfrei und sofort wieder einsetzbar ist. Die Auslösung von PCS erfolgt nach dem Elektromagnetischen Abstoßprinzip. Das Werkzeug (Kreissägeblatt) wird inkl. Kreissägewelle und Antrieb mit zwei Permanentmagneten in Position gehalten. Wird eine Gefahr erkannt und der Befehl zur Auslösung gegeben, werden die Permanentmagneten elektrisch mit einem sehr hohen Stromimpuls umgepolt. Dadurch entsteht eine enorme Abstoßkraft, welche das Werkzeug mit mehrfacher Erdbeschleunigung unter den Maschinentisch und somit aus dem Gefahrenbereich schießt. Vor dem Aufprall in der unteren Endlage wird die komplette Einheit über Dämpfer abgebremst und die komplette kinetische Energie abgebaut.
Dadurch werden weder Maschinenkomponenten noch das Werkzeug bei einer Auslösung beschädigt. Der Anwender kann so nach einem Not-Stopp sofort, ohne Instandsetzungs- oder Einstellarbeiten, mit seiner Arbeit fortfahren.
Die Funktionsweise ist nur bei nicht elektrisch leitenden Werkstoffen sichergestellt. Werden elektrisch leitende Werkstoffe (z. B. Metalle, elektrisch leitfähige Beschichtungen, extrem nasses Holz) bearbeitet, muss das PCS deaktiviert werden.

## Alleinstellungsmerkmal
PCS hebt sich von anderen Sicherheitseinrichtungen für Formatkreissägen (SawStop o. Ä.) ab, weil es beschädigungsfrei für Maschine und Sägeblatt funktioniert und diese auf Knopfdruck sofort wieder einsatzbereit ist.